# Unió de les dretes per la República
La Unió de les dretes per la República (en francès Union des droites pour la République; UDR) anteriorment Associació d'Amics d'Éric Ciotti (Association des Amis d'Éric Ciotti) és un partit de dreta i extrema dreta francès, creada al 2024 a partir de l'associació ja existent després d'una forta crisi interna dins d'Els Republicans.

## Història
L'Associació va ser fundada el 3 de setembre de 2012 per Éric Ciotti, llavors diputat per l'UMP durant la XIV Legislatura de l'Assemblea Nacional i President del Consell Departamental dels Alps Marítims. Més endavant, al 2021, quan Ciotti ambicionava organitzar l'ala dreta dels Republicans i presentar-se com a candidat a la presidència del partit, va utilitzar l'associació per a impulsar la seva campanya, que portava com a eslògan "la dreta al cor".
Un cop com a líder del partit, per a les eleccions legislatives de 2024 va arribar a un acord amb l'extrema dreta de Reagrupament Nacional, una polèmica decisió que no va consultar amb el partit, la qual cosa va provocar un autèntic terratrèmol intern, i la seva destitució i posterior expulsió. Malgrat un un jutjat va revisar el cas en favor de Ciotti, ell mateix va dimitir al setembre fruit de l'oposició generalitzada al partit.
L'acord amb RN tenia com a objectiu presentar els seus candidats sota el segell conjunt LR-RN, classificat pel propi Ministeri de l'Interior com a Unió de l'extrema dreta, denominació criticada per Ciotti com una "maniobra escandalosa". Finalment un total de 64 candidats es van registrar sota aquesta etiqueta, la majoria dels quals no provenien dels Republicans.
A la primera volta de les eleccions, Christelle d'Intorni va ser reelegida al seu escó, i 60 candidats de l'aliança LR-RN van passar a la segona volta, amb 38 d'ells liderant a les seves circumscripcions. A la segona volta, es van escollir disset candidats recolzats per Éric Ciotti i RN, superant el llindar mínim de quinze diputats necessaris per formar un grup parlamentari a l'Assemblea Nacional. Aquests diputats recentment elegits van establir el seu propi grup.
Posteriorment, el 31 d'agost de 2024, enmig de la crisi no resolta en curs dins dels Republicans, Ciotti va anunciar la seva intenció de formar un nou partit anomenat Unió de les dretes per la República, evocant l'antic partit Unió de Demòcrates per la República.

## Resultats electorals

### Eleccions legislatives
| Any  | 1a volta                                                 | 1a volta                                                 | 2a volta                                                 | 2a volta                                                 | Escons   | Pos. | Govern   |
| Any  | Vots                                                     | %                                                        | Vots                                                     | %                                                        | Escons   | Pos. | Govern   |
| ---- | -------------------------------------------------------- | -------------------------------------------------------- | -------------------------------------------------------- | -------------------------------------------------------- | -------- | ---- | -------- |
| 2024 | Dins de la Unió de l'extrema dreta (RN-LR facció Ciotti) | Dins de la Unió de l'extrema dreta (RN-LR facció Ciotti) | Dins de la Unió de l'extrema dreta (RN-LR facció Ciotti) | Dins de la Unió de l'extrema dreta (RN-LR facció Ciotti) | 18 / 577 | 7è   | Oposició |